# Klaus-Peter Schroeder

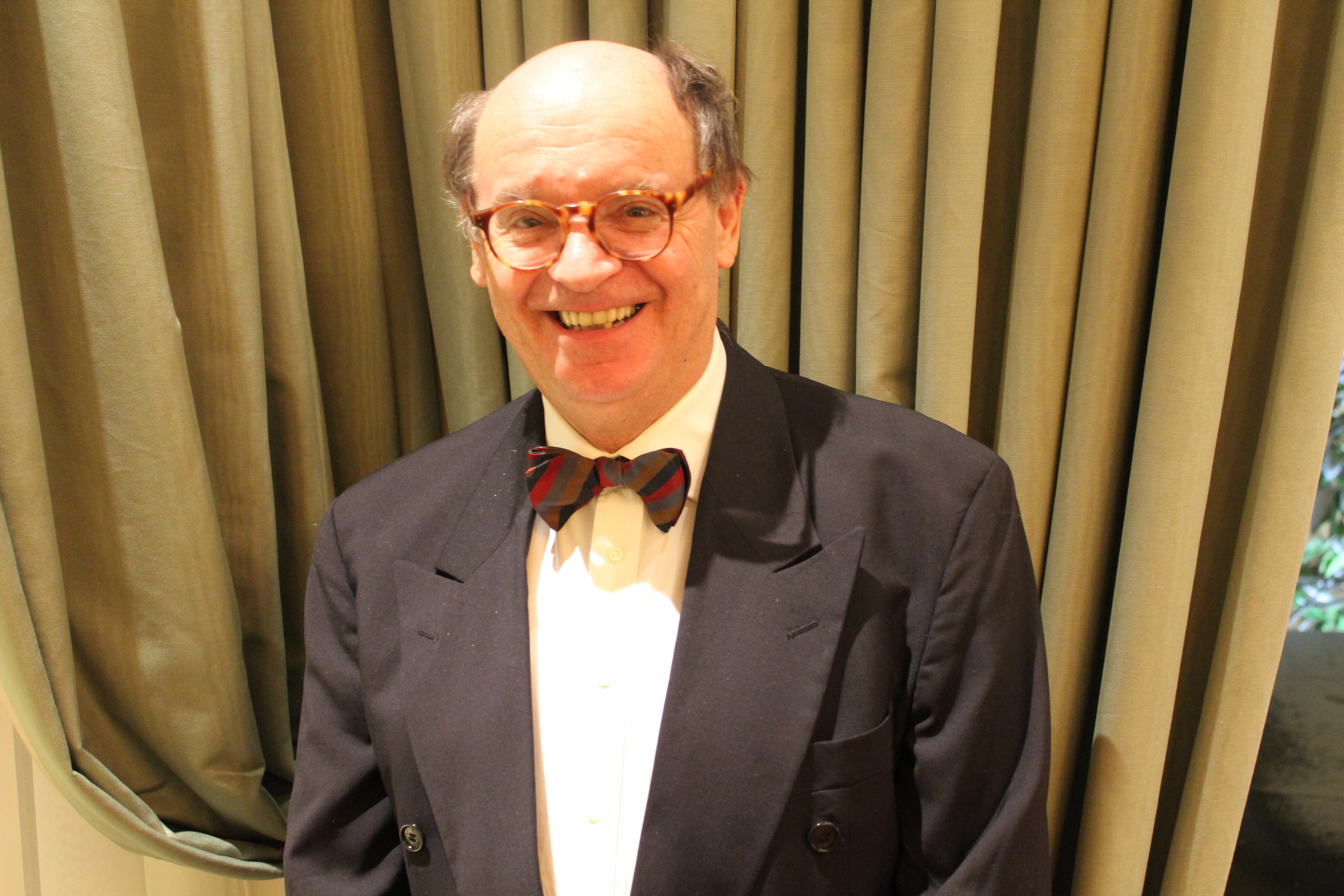
Klaus-Peter Schroeder (2013)

Klaus-Peter Schroeder (* 24. Februar 1947 in Heidelberg) ist ein deutscher Rechtswissenschaftler, Rechtshistoriker und Hochschullehrer an der Ruprecht-Karls-Universität Heidelberg.

## Leben
Nach seinem Abitur 1966 in Heilbronn begann Schroeder das Studium der Rechtswissenschaften an der Universität Heidelberg. Seit Studienbeginn ist er Mitglied der Burschenschaft Frankonia Heidelberg. 1970 legte er sein Erstes Juristisches Staatsexamen ab, 1973 folgte das Zweite Staatsexamen. Im selben Jahr wurde er durch die Juristische Fakultät der Universität Heidelberg mit einer Arbeit über die Verfassungsgeschichte von Wimpfen bei Adolf Laufs zum Dr. iur. utr. promoviert. 1989 habilitierte Schroeder sich in Heidelberg und erhielt die Venia legendi für Deutsche Rechtsgeschichte. Anschließend arbeitete er als Privatdozent an der Universität Heidelberg. Seit 1996 ist er außerplanmäßiger Professor in der germanistischen Abteilung des dortigen Instituts für geschichtliche Rechtswissenschaft. Von 1974 bis 2006 war er als Nachfolger von Hermann Weber zudem Schriftleiter der Zeitschrift Juristische Schulung in Frankfurt am Main. Von 2005 bis 2020 leitete Schroeder als Präsident die „Heidelberger Rechtshistorische Gesellschaft“.

## Schriften (Auswahl)
- Wimpfen – Verfassungsgeschichte einer Stadt und ihres Verhältnisses zum Reich. Kohlhammer, Stuttgart 1973 (Dissertation).
- Das Alte Reich und seine Städte – Untergang und Neubeginn: Die Mediatisierung der oberdeutschen Reichsstädte im Gefolge des Reichsdeputationshauptschlusses 1802/03. C.H. Beck, München 1991, ISBN 3-406-34781-9 (Habilitationsschrift).
- »Eine Universität für Juristen und von Juristen« – Die Heidelberger Juristische Fakultät im 19. und 20. Jahrhundert. Mohr Siebeck, Tübingen 2010, ISBN 978-3-16-150326-9.
- Vom Sachsenspiegel zum Grundgesetz – Eine deutsche Rechtsgeschichte in Lebensbildern. 2. Auflage. C.H. Beck, München 2011, ISBN 978-3-406-62020-1.
- „Immer gerettet und aufrecht geblieben“ – Die Juristische Fakultät der kurpfälzischen Universität Heidelberg von ihren Anfängen bis zum Jahr 1802. Stiftung zur Förderung der Pfälzischen Geschichtsforschung, Neustadt an der Weinstraße 2014, ISBN 978-3-942189-16-3.
- »Tod den Scholaren!« – Studentische Kriege, Revolten, Exzesse und Krawalle an der Heidelberger Universität von den Anfängen bis zum Ausgang des 20. Jahrhunderts. Winter, Heidelberg 2016, ISBN 978-3-8253-6509-7.
- „Sie haben keine Chancen, auf einen Lehrstuhl berufen zu werden“ – Die Heidelberger Juristische Fakultät und Ihre Mitglieder jüdischer Herkunft, Mohr Siebeck, Tübingen 2017, ISBN 978-3-16-154980-9.
- Jurisprudenz und Poesie – Die Heidelberger Semester Joseph von Eichendorffs, Karl Gottfried Nadlers und Joseph Victor von Scheffels, Winter, Heidelberg 2018, ISBN 978-3-8253-6867-8.
- Theodor Mommsen, die Heidelberger juristische Fakultät und ihre „Doktorfabrik“, Jedermann-Verlag, Heidelberg 2018, ISBN 978-3-86825-339-9.
- Die Heidelberger Universität auf dem Weg in das „Dritte Reich“ – Arnold Paul Ruge, Philipp Lenard – Emil Julius Gumbel, heiBooks, Heidelberg 2021, ISBN 978-3-948083-37-3.